# Nicolò Vittori
Nicolò Vittori, född 13 mars 1909 i Izola, död 26 maj 1988 i Trieste, var en italiensk roddare.
Vittori blev olympisk guldmedaljör i fyra med styrman vid sommarspelen 1928 i Amsterdam.